# Basauri (metropolitana di Bilbao)
Basauri è una stazione della metropolitana di Bilbao, capolinea della linea 2.
Si trova lungo Axular Kalea, nel comune di Basauri.

## Storia
La stazione è stata inaugurata l'11 novembre 2011 come conclusione del progetto di estensione della linea 2 verso est.